# Touiza
Touiza (en berbère : ⵜⵡⵉⵣⴰ, en arabe : تويزة), également Tiwizi (en berbère : ⵜⵉⵡⵉⵣⵉ, en arabe : تيويزي), est le terme utilisé au Maghreb pour désigner l'entraide et la coopération dans un patrimoine soufi et culturel dans lequel un groupe de la confrérie tariqa ou zawiya dans une communauté ou un village se rassemble et coopère afin de contribuer à la réalisation d'œuvres caritatives, travailler, aider les nécessiteux ou les pauvres, construire une maison pour une personne ou une mosquée, nettoyer un cimetière, un village ou une mosquée, ou récolter des champs de blé et des oliviers,,.

## Présentation et principe
La Touiza se traduit dans les sociétés villageoises gravitant autour des soufies  zawiyas par des actions volontaires de nettoyage, désherbage, ramassage des déchets et autres détritus ainsi que la plantation d'arbres fruitiers et d'ornement,. Cette activité collective et bénévole des murids (disciple soufiste) est ainsi initiée pour réhabiliter les cimetières de broussailles, ce qui représente un geste de prise de conscience qui implique un élan de solidarité de la part des citoyens de tout le village,.
Outre le cheikh de la Zawiya de la région, qui supervise les activités de la Touiza à travers sa Barakah, le Tadjmaât (ar)  de chaque village coordonne la logistique de l'association en collaboration avec les élus locaux et les imams des mosquées, voire des personnalités engagées dans la cause environnementale et sociale de la communauté,. Cette participation altruiste se traduit par le don d'arbustes de qualité provenant de pépinières botaniques, notamment pendant la saison des pluies malgré les conditions climatiques défavorables. Cette action maintient le concept de Touiza et le réhabilite sous la forme d'un service volontaire qui était autrefois pratiqué partout dans le monde rural et villageois, et qui doit être protégé et préservé de la tendance à disparaître avec le temps sous l'effet de la modernité et de l'urbanisation,.
La Touiza suppose l'union ou la conjugaison des efforts des « Tadjmaât » pour réaliser des travaux d'intérêt commun tels que les campagnes de labours et de semis, la construction de mosquées, de zawiyas et de medersas. C'est aussi une forme d'entraide pour soutenir les groupes défavorisés dans la construction de logements en réduisant et en atténuant les charges financières qui en résultent. C'est ainsi que la Touiza consolide les liens d'amitié, de fraternité et de solidarité entre les citoyens ruraux des quartiers et villes populaires montagnards et des banlieues et périphéries des villes urbanisées,.

## Récolte des olives

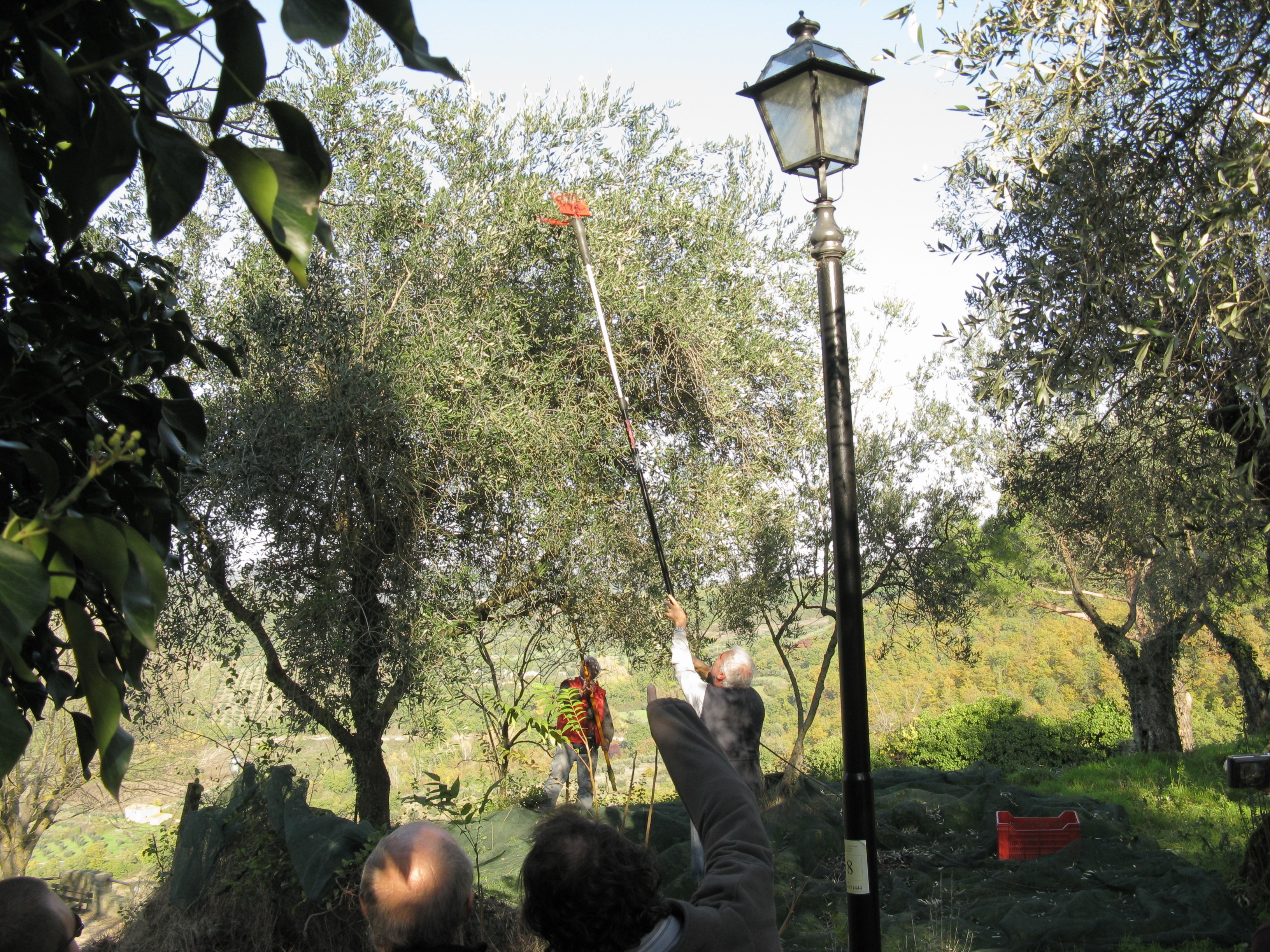
Récolte des olives.

Durant la fin de l'automne et le début de l'hiver, toutes les femmes des villages se réunissent avec leurs enfants pour ramasser tour à tour toutes les olives, une sorte de Touiza, le tout dans une ambiance bon enfant en récitant et chantant en chœur  Achewiq,.
Comme chaque année, les habitants de ces régions escarpées célèbrent la cueillette des olives par la Touiza et des fêtes qui durent tout le mois de décembre et se prolongent jusqu'en janvier pour accueillir le nouvel an berbère appelé Yennayer,.
Des femmes et des hommes se mobilisent pour faire de ces festivités une réussite, ce qui renforce l'esprit de solidarité entre les villageois, notamment en fin de journée autour d'un grand plat de couscous.
Pour les hôtes extérieurs au village, des galettes au miel et aux raisins sont proposées dans ces régions oléicoles où la Touiza accompagne la cueillette des olives dans un climat cérémoniel, où c'est le village Amin qui donne le signal du galage.
La troupe Touiza se déplace alors, d'oliveraie en oliveraie au cours de chaque journée, et le soir, dans chaque dechra, c'est une nuit de fête avec repas et douceurs agrémentés de chants en l'honneur de l'arbre de l'olivier béni,